# Владимир Кличко — Лаймон Брюстер (2004)
Владимир Кличко — Лаймон Брюстер — двенадцатираундовый боксёрский поединок в тяжёлой весовой категории за вакантный титул чемпиона мира по версии WBO, который с 2000 по 2003 годы принадлежал Владимиру Кличко. Бой состоялся 10 апреля 2004 года на базе гостиничного развлекательного комплекса Mandalay Bay Resort & Casino (Лас-Вегас, США).
Поединок поначалу проходил с преимуществом украинского спортсмена. В третьем раунде Кличко отправил соперника в нокдаун, однако уже в пятом он начал уставать, чем воспользовался Брюстер, отправив в нокдаун своего визави. После того, как завершился этот раунд, между боксёрами стал рефери. Владимир зацепился за его ногу и упал — он был совершенно обессилен и не смог подняться. В итоге победа техническим нокаутом была присуждена Брюстеру.
До боя с Брюстером Кличко считался фаворитом Всемирной боксёрской организации, и его неожиданное поражение негативно сказалось на его популярности в мире бокса. После боя был высказан ряд предположений о причинах, по которым поединок завершился таким образом. Была, в частности, озвучена версия отравления Кличко накануне боя, но она не нашла подтверждения.
Лаймон Брюстер провёл четыре успешных защиты титула, но 1 апреля 2006 года уступил его единогласным судейским решением (22-1) белорусу Сергею Ляховичу. 7 июля 2007 года между Владимиром Кличко и Брюстером состоялся второй поединок, в котором Брюстер был претендентом на чемпионские титулы Кличко по версиям IBF и IBO. Поединок проходил с преимуществом Кличко и завершился его победой после 6-го раунда из-за отказа Брюстера продолжить поединок.

## Предыстория
1 апреля 2000 года в Кёльне (Германия) состоялся поединок между действующим чемпионом мира по версии WBO Виталием Кличко и двоюродным братом Лаймона Брюстера — Крисом Бёрдом. Бой проходил с преимуществом Виталия, но из-за травмы плеча он отказался от его продолжения после 9-го раунда. 14 октября того же года Бёрд вышел на первую защиту титула против младшего брата Виталия — Владимира Кличко. Поединок завершился победой Кличко-младшего единогласным судейским решением.
После победы над Крисом Бёрдом Владимир Кличко провёл пять успешных защит чемпионского титула: 24 марта 2001 года он победил техническим нокаутом во втором раунде Деррика Джефферсона (23-2-1), 4 августа 2001 года — техническим нокаутом в шестом раунде Чарльза Шиффорда (17-1), 16 марта 2002 года — техническим нокаутом в десятом раунде Франсуа Бота (44-3-1), 29 июня 2002 года — техническим нокаутом в шестом раунде Рэя Мерсера (30-4-1) и 7 декабря 2002 же года — техническим нокаутом в десятом раунде Джамиля Макклайна (28-2-3).
8 марта 2003 года в Ганновере (Германия) Владимир Кличко уступил техническим нокаутом во втором раунде южноафриканскому боксёру Корри Сандерсу (38-2) и потерял чемпионский титул. После уверенной победы над Кличко-младшим Сандерс улучшил свои позиции в мировых боксёрских рейтингах и стал одним из основных претендентов на титул чемпиона мира по версии WBC, который стал вакантным после заявления Леннокса Льюиса о завершении спортивной карьеры. Для того, чтобы сражаться за титул чемпиона мира по версии WBC, Сандерс отказался от титула чемпиона по версии WBO. Кличко-младший после поражения от Сандерса провёл два поединка — 30 августа 2003 года нокаутировал в 1-м раунде аргентинца Фабио Моли (29-2), а 20 декабря того же года в 4-м раунде победил техническим нокаутом американца Даниэля Николсона (42-4) и поднялся на первую строчку рейтинга WBO. Для Брюстера поединок с Кличко стал третьим титульным, до этого он успел завоевать титул WBO NABO (чемпиона Северной Америки по версии WBO), который защитил один раз — 14 декабря 2002 года против Томми Мартина. Победив Мартина, Брюстер завоевал титул WBC Continental Americas (чемпиона Америки по версии WBC) и поднялся в рейтинге WBO на третью позицию. Однако в июне 2003 года Виталию Кличко, который занимал вторую строку в рейтинге WBO, предоставилась возможность боксировать за чемпионский титул по версии WBC, и он был исключён из рейтинга WBO, после чего вторым номером в рейтинге стал Брюстер.
Основными претендентами на вакантный титул стали Владимир Кличко и Лаймон Брюстер, которые занимали 1-ю и 2-ю позиции в рейтинге WBO. Перед поединком были проведены две пресс-конференции с участием обоих спортсменов: 2 марта в Лос-Анджелесе и 4 марта в Лас-Вегасе. Во время первой Брюстер сказал, что это его единственный шанс выиграть титул чемпиона мира и он сделает все возможное, чтобы его завоевать ради своих детей. После этого заявления Брюстер «со слезами на глазах выбежал сквозь толпу собравшихся журналистов из зала». На второй пресс-конференции он вёл себя более сдержанно, в отличие от своего промоутера Дона Кинга — тот предстал перед публикой сидящим на королевском троне, поверх его смокинга была одета королевская мантия, на голове — корона, а в правой руке он держал скипетр.

## Ход поединка
В самом начале 1-го раунда Брюстер бросился в атаку, но Кличко-младший сорвал её, войдя в клинч. В том же раунде Кличко начал активно работать джебами (прямыми ударами), большинство из которых доходили до цели. Во втором раунде Владимир продолжил выбрасывать прямые удары. По мнению комментатора Владимира Гендлина-старшего, одним из них он потряс Брюстера, но не воспользовался этим кратковременным преимуществом. Брюстер на протяжении первых раундов передвигался и выбрасывал удары с большей скоростью, чем в предыдущих своих поединках.
С первых секунд третьего раунда Кличко начал атаку, которая завершилась клинчем, и рефери Роберт Бёрд сделал ему замечание. Гендлин отметил, что Брюстер поспособствовал ситуации, так как, стараясь избежать правого удара от Владимира, «сгибался в три погибели». В конце первой минуты этого раунда Брюстеру удалось нанести прямой акцентированный удар в голову Кличко, после чего тот вновь воспользовался клинчем, что дало ему возможность восстановить силы.
За три секунды до конца второй минуты четвёртого раунда Кличко смог нанести акцентированный правый боковой удар в голову Брюстера, после чего тот несколько секунд находился в состоянии грогги, а затем упал на настил ринга, но поднялся и продолжил поединок. Брюстер сразу же начал клинчевать, а Кличко пытался предпринять попытки добить соперника. К концу раунда Брюстер сумел восстановиться.
Первые две минуты пятого раунда лидировал Кличко, хотя к тому времени было видно, что он начал уставать. За 46 секунд до окончания раунда Брюстер потряс своего визави левым хуком (боковым ударом), который пришёлся точно в челюсть украинского боксёра, и бросился на добивание соперника, который отошёл к канатам. Однако в этот эпизод вмешался рефери и открыл счёт нокдауна, посчитав, что только канаты спасли Кличко от падения. После окончания счёта Брюстер вновь пошёл в атаку. Кличко выглядел измотанным и пытался снова войти в клинч. В конце раунда между боксёрами стал Роберт Бёрд. Владимир Кличко споткнулся о его ногу, после чего с трудом поднялся, но рефери остановил поединок. Победа была присуждена Лаймону Брюстеру с формулировкой TKO5 (технический нокаут в 5-м раунде).

### Статистика ударов
.
| Боксёр          | Раунд             | 1     | 2     | 3     | 4     | 5     | Всего   |
| --------------- | ----------------- | ----- | ----- | ----- | ----- | ----- | ------- |
| Владимир Кличко | Попаданий/всего   | 33/78 | 77/32 | 24/59 | 20/58 | 11/39 | 120/311 |
| Владимир Кличко | Процент попаданий | 42 %  | 42 %  | 41 %  | 34 %  | 28 %  | 39 %    |
| Лаймон Брюстер  | Попаданий/всего   | 7/34  | 6/28  | 9/31  | 6/27  | 15/38 | 43/158  |
| Лаймон Брюстер  | Процент попаданий | 21 %  | 21 %  | 29 %  | 22 %  | 39 %  | 27 %    |

## Андеркарт
В таблице перечислены результаты всех поединков боксёров.
В каждой строке указан результат поединка. Дополнительно номер поединка обозначен цветом, который обозначает итог поединка. Расшифровка обозначений и цветов представлена в нижеследующей таблице.
| Пример | Расшифровка                     |
| ------ | ------------------------------- |
|        | Победа                          |
|        | Ничья                           |
|        | Поражение                       |
|        | Планируемый поединок            |
|        | Поединок признан несостоявшимся |
| КО     | Нокаут                          |
| ТКО    | Технический нокаут              |
| PTS    | Решение судей (по очкам)        |
| UD     | Единогласное решение судей      |
| MD     | Решение большинства судей       |
| SD     | Раздельное решение судей        |
| RTD    | Отказ от продолжения боя        |
| DQ     | Дисквалификация                 |
| NC     | Поединок признан несостоявшимся |

| Боксёр                         | Итог поединка | Боксёр                         | Титул(ы)                                                                             |
| ------------------------------ | ------------- | ------------------------------ | ------------------------------------------------------------------------------------ |
| Владимир Кличко (42-2)         | TKO5 (12)     | Лаймон Брюстер (29-2)          | Бой за вакантный титул чемпиона мира в тяжёлом весе по версии WBO.                   |
| Кори Спинкс (32-2)             | UD12 (12)     | Заб Джуда (30-1)               | Бой за титулы чемпиона мира в полусреднем весе по версиям WBC, WBA и IBF.            |
| Мухаммадкадыр Абдуллаев (13-1) | TKO8 (12)     | Джесси Фелисиано (12-1-2)      | Бой за титул интерконтинентального чемпиона в первом полусреднем весе по версии WBO. |
| Лаква Сим (18-3-1)             | TKO5 (12)     | Мигель Каллист (18-3-1)        | Бой за вакантный титул чемпиона мира в лёгком весе по версии WBA.                    |
| Кали Миен (28-1)               | TKO6 (10)     | Дэймон Рид (39-8)              |                                                                                      |
| Марк Суарес (19-2)             | TKO2 (6)      | Рауль Муньос (16-2)            |                                                                                      |
| Кевин Монтий (13-0-1)          | TKO2 (6)      | Кевин Петти (10-2-1)           |                                                                                      |
| Марио Прескар (1-0)            | KO1 (4)       | Хи Ман Гипсон (2-1)            |                                                                                      |
| Вон Александр (дебют)          | TKO3 (4)      | Хуан Пабло Монтес де Ока (3-5) |                                                                                      |

Главным поединком боксёрского вечера был бой Владимира Кличко против Лаймона Брюстера, а поединок за титулы чемпиона в полусреднем весе по версиям WBC, WBA и IBF между Кори Спинксом и Забом Джудой, который считался более важным событием, нежели бой за титул чемпиона мира по версии WBO, проходил в андеркарте боксёрского вечера.

## Возможные причины поражения Кличко
После поединка Владимир находился в полубессознательном состоянии, и его команда приняла решение провести полное медицинское обследование в Медицинском центре Южной Невады, где Кличко-младший сдал анализы. Обследование не выявило у Владимира травм, за исключением небольшого рассечения над правым глазом и гематомы, однако показатель сахара в крови почти в два раза превышал допустимую норму. После окончания обследования и возвращения в гостиницу у Владимира началась тошнота, сопровождаемая упадком сил. К полудню следующего дня состояние Кличко-младшего улучшилось, и он повторно сдал анализы в «Nevada Quest Diagnostics».
12 апреля Владимир Кличко приехал в Лас-Вегас и сдал кровь и мочу для независимого обследования, которое должен был провести Дональд Катлин, специализировавшийся на подобных случаях. Анализы показали, что в крови Кличко не было никаких анаболических стероидов, но Катлин предположил, что Кличко-младший мог быть отравлен препаратом серии «Haldol». Препараты этой серии не имеют вкуса и запаха и вызывают психические нарушения, которые сопровождаются нарушением координации, ослаблением реакции и общей слабостью. После этого Владимир Кличко потребовал, чтобы анализы, которые он сдал в Медицинском центре Южной Невады и «Nevada Quest Diagnostics», были переданы доктору Роберту Вау для дальнейшего исследования. Однако анализы исчезли.
В качестве возможного виновника случившегося рассматривался также катмен (один из секундантов боксёра, обрабатывающий в перерывах между раундами травмы) Кличко-младшего — Джо Сауза. По мнению спортсмена, перед поединком Сауза втёр слишком много вазелина в его тело, из-за чего был нарушен теплообмен в организме.

## После боя
После победы над Владимиром Кличко Брюстер провёл три успешных защиты титула: 4 сентября 2004 года он победил раздельным судейским решением австралийца Кали Миена (29-1), 21 мая 2005 года нокаутировал в 1-м раунде поляка Анджея Голоту (38-5-1) и 28 сентября того же года победил техническим нокаутом представлявшего Германию Луана Красничи (28-1-1). 1 апреля 2006 года Брюстер проиграл единогласным судейским решением белорусу Сергею Ляховичу (22-1). 4 ноября 2006 года Ляхович проиграл техническим нокаутом в 12-м раунде американцу Шэннону Бриггсу (47-4-1) и утратил чемпионский титул. 2 июля 2007 года Бриггс проиграл титул российскому боксёру Султану Ибрагимову. Ибрагимов провёл одну успешную защиту титула, победив по очкам экс-чемпиона мира Эвандера Холифилда (42-8-2), после чего вышел на бой против Владимира Кличко.
22 апреля 2006 года Владимир Кличко во второй раз победил американца Криса Бёрда (39-2-1) и завоевал титул чемпиона мира по версии IBF, который ранее принадлежал Бёрду, и вакантный титул чемпиона по версии IBO. Кличко-младший провёл две успешных защиты титула: 11 ноября 2006 года победил техническим нокаутом американца Кельвина Брока (29-0) и 10 марта 2007 года нокаутировал во втором раунде Рэя Остина (24-3-4). После чего, 7 июля 2007 состоялся второй бой Владимира Кличко против Лаймона Брюстера. Поединок проходил с преимуществом украинского чемпиона и завершился отказом Брюстера от продолжения поединка после 6-го раунда.
23 февраля 2008 года в Нью-Йорке состоялся поединок между чемпионом мира по версиям IBF и IBO Владимиром Кличко и чемпионом мира по версии WBO Султаном Ибрагимовым (22-0-1). Кличко доминировал на протяжении всего поединка, работая джебами и срывая атаки противника, но при этом уделял большое внимание защите, что лишило поединок зрелищности. Несмотря на манеру ведения боя, Владимир Кличко одержал уверенную победу в поединке единогласным судейским решением (119—110, 117—111 и 118—110) и повторно завоевал титул чемпиона мира по версии WBO.

## Комментарии
1. ↑  На самом деле на момент боя на счету Владимира Кличко быть на одну досрочную победу больше. Разночтения в рекорде Владимира Кличко возникли после его поединка с Бико Ботовамунгу 23 августа 1997 года, когда рефери остановил поединок дисквалифицировав Ботовамунгу, затем результат встречи был изменён на победу Кличко техническим нокаутом. Однако на сайте BoxRec, который является одним из самых авторитетных статистических сайтов на данную тему, в отличие от других источников, результат остался прежним[1].